# 외야
외야(外野, outfield)는 크리켓, 야구, 소프트볼에서 타자보다 내야에서 더 멀리 떨어진 경기장의 영역이다. 야구나 소프트볼에서 흙으로 둘러싸인 1루와 2루, 그리고 3루의 바깥쪽을 뜻한다. 이곳을 수비하는 선수들을 외야수라 하며, 외야수는 총 3명이다. 축구에서 외야수들은 골대 바깥에 위치한다.

## 외야의 구조
외야는 잔디로 이루어져 있으며, 파울 라인과 펜스와 가까운 지점, 즉 워닝 트랙(Warning Track)은 흙으로 이루어져 있다. 워닝 트랙은 외야수에게 펜스가 가까이 있다는 것을 촉감으로 알리기 위한 곳으로 펜스 앞 약 7m 정도를 일컫는다. 일부 구장은 파울라인이 흙이 아닌 인조잔디인 구장도 있는데, 워닝 트랙은 모든 구장에 있다. 외야 잔디를 기하학적인 모양으로 깎거나 특이하게 깎는 것은 관중들에게 시각적 흥미를 주기 위해서이다.

## 배트 앤 볼 경기에서

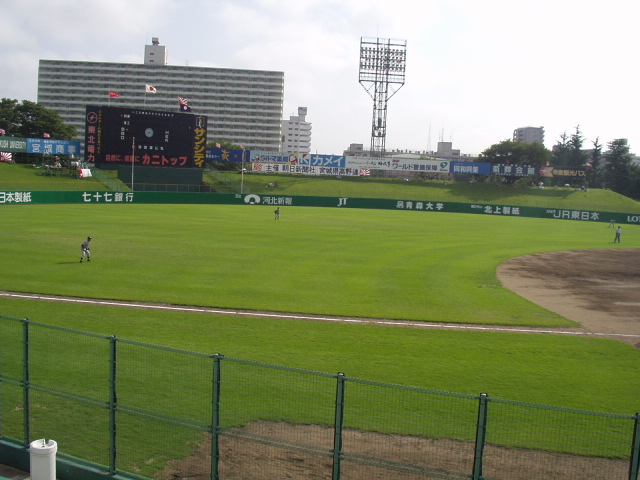
라쿠텐 세이메이 파크 미야기에서의 야구 경기 중 외야

야구, 소프트볼, 크리켓에서 외야수들은 내야수들보다 더 많은 그라운드를 커버해야 하지만, 공이 그들에게 도달하기까지 더 많은 시간을 갖는다. 캐치(catch)는 '스카이드'(크리켓) 또는 '팝드'(야구 및 소프트볼)된 샷에서 가장 많이 발생한다. 캐치가 불가능한 경우(예를 들어, 공이 튀었거나, 잔디 위를 구르거나 미끄러지는 경우) 수비수는 가능한 한 빨리 공을 막고, 주워 던져 주자들이 뛸 수 있는 거리를 줄이고 런 아웃(크리켓) 또는 태그 아웃(야구 및 소프트볼)을 시도한다.
크리켓에서는 공이 야구나 소프트볼보다 지면에 낮게 머무는 경향이 있어, 잔디의 상태가 외야를 통과하는 공의 속도에 큰 영향을 미친다. 느린 외야(slow outfield)에서는 공이 크게 감속하여 수비가 쉬워지고 타격이 어려워진다. 특히 경계를 넘기는 것이 훨씬 어려워진다. 이는 보통 경기 표면이 고르지 않거나 비나 이슬로 축축할 때 발생한다. 그러나 빠른 외야(fast outfield)에서는 공이 잔디 위를 구르더라도 크게 감속하지 않아 종종 수비수를 지나 경계 로프를 넘어간다. 이러한 상황에서는 타자들이 런을 빨리 득점하기 쉽다. 해설자들은 빠른 외야에서 공이 경계를 향해 가속한다고 자주 언급하지만, 이는 실제로 경사면이 있고 공이 내리막으로 움직이는 크리켓 경기장에서만 물리적으로 발생한다.
야구와 소프트볼에서 느리고 축축한 외야는 대개 타자에게 유리하다고 여겨진다. 왜냐하면 타격된 공이 플라이볼의 전통적인 깊은 위치에 있는 외야수에게 그렇게 빨리 도달하지 않아, 타자와 다른 주자들이 베이스에서 추가로 진루할 수 있기 때문이다. 또한, 젖고 미끄러운 공은 마른 공처럼 정확하게 던져질 수 없어 베이스에서 추가 진루 기회를 허용한다. 게다가 젖은 필드는 일반적으로 수비수의 발 속도를 늦추어, 수비수들이 펜스까지 가는 공중의 플라이나 라인 드라이브를 더 적게 잡을 수 있게 된다.

## 축구에서
축구에서 각 팀은 경기당 11명의 선수를 출전시킨다. 한 명의 선수는 주로 골대 근처에 머무는 골키퍼이며, 나머지 10명은 "외야" 선수로 알려져 있다.

## 같이 보기
- 내야
- 야구 필드
- 토탈 풋볼
- 외야수: 외야의 야구의 포지션에 대한 자세한 정보